# Joss Ackland
Sidney Edmond Jocelyn "Joss" Ackland, född 29 februari 1928 i North Kensington, Kensington and Chelsea, London, död 19 november 2023 i Clovelly, Devon, var en brittisk skådespelare.
Under sin karriär medverkade han i över 130 filmer, varav några av de mest kända är Dödligt vapen 2 och Jakten på Röd Oktober, samt en rad TV-serier, inklusive Morden i Midsomer, där hans karaktär utsätts för ett av seriens få ouppklarade dödsfall. I Dödligt vapen 2, där han spelar den skrupelfrie boerdiplomaten Arjen Rudd, har hans återkommande replik Diplomatic immunity! (levererad med en grov sydafrikansk accent) blivit seriens kanske mest välkända. 
Vid premiären i London på Lloyd Webbers musikal Evita spelade Ackland president Juan Perón.

## Filmografi i urval
- 1966 – En handelsresandes död
- 1975 – Attentat i gryningen
- 1977 – 30 silverpenningar
- 1985 – Z00, liv skönhet död
- 1986 – Lady Jane
- 1988 – Att döda en präst
- 1989 – Dödligt vapen 2
- 1990 – Jakten på Röd Oktober
- 1991 – Bill & Teds galna mardrömsresa
- 1992 – Mästarna
- 2002 – No Good Deed - Goes Unpunished
- 2002 – K-19: The Widowmaker
- 2003 – Henry VIII (TV-serie)

- 2006 - Above and Beyond